# 平成教育委員会
『平成教育委員会』（へいせいきょういくいいんかい、英字表記：HEI!SAY!A BOARD OF EDUCATION）は、1991年10月19日から1997年9月27日まではレギュラー番組として、2000年1月3日からは年数回の特別番組としてフジテレビ系列で放送されている、EAST ENTERTAINMENT制作の教育クイズ・バラエティ番組である。略称は一定しないが「平教委」「平成教育」とする場合が多い。番組開始当時のキャッチコピーは、「変差値重視」。
番組開始から1994年9月までの正式タイトルは『たけし・逸見の平成教育委員会』（たけし・いつみの -）であり、ビートたけし（番組では本名である“北野武”名義）と逸見政孝の冠番組であったが、その後は逸見が闘病の末1993年の暮れに死去し、たけしが交通事故（後述）による休養で半年間不在となり、1994年10月より『平成教育委員会』が正式タイトルとなった。のちに兄弟番組として『平成教育予備校』および『熱血!平成教育学院』がレギュラー放送となった（後述）。
2019年の令和改元以降は単独番組としての放送は行われていないが、同年11月2日・3日の『FNS27時間テレビ』内のコーナーで『令和教育委員会』（れいわきょういくいいんかい）として放送された。

## 番組概要
小・中学生の勉強する内容を大人達が悪戦苦闘しながら解き、マルチビジョンを用いて答え合わせを行なう。理科の授業では直前に実験を行うことも多い。オープニングは国語、最終問題は特別授業か算数（文章題1問）が多い。その日の番組終了時には最優秀生徒を決定し表彰する、というのが番組開始時から続く基本的なスタイル。レギュラーとしては全220回放送され、平均視聴率は16.2%を記録。
問題作成協力には学習塾の日能研などが関わり、主に私立中学校の入学試験問題、またはそれを基本にして改訂した問題が平成教育委員会独自の問題として出題された。レギュラー放送では、当初ツムラが前半30分程度に限り一社提供を務めていたが、後半の30分は同社を含めた複数社提供となった。1994年4月からレギュラー回での最終回まではセールス上によりスポンサーが大幅増大したため、ツムラを含めた複数社の提供となっていた。
発端は、北野がフライデー襲撃事件で半ば謹慎状態となっていた時期、娘の教科書を拾い読みし、教育番組を見て教育としての学業に無味乾燥なものを感じ取ったことにある。北野は「基礎から勉強し直そう」と思い立ち、小・中学生が解くようなドリルを使って勉強。そこで、北野は大人・芸人としての知識や常識と、義務教育で習得した「一般常識の基礎」とのギャップに気づいた。事務所やテレビ局に各科目の問題集を持ち込んでスタッフらに設問や解を解かせ、北野が採点すると腹を抱えて笑う解答が続出。これを番組原案として出したところ、面白がられたことから番組が誕生した。
日本PTA全国協議会による、2006年度「子供とメディアに関する意識調査」によると、「親が子どもに見せたい番組」第9位、2007年度では第4位に上昇している。

## 出演者

### 司会・進行
先生（司会）
- ビートたけし（番組内は本名の北野武 名義）[2]

 特別講師
- 明石家さんま（番組内は本名の杉本高文 名義）
- 所ジョージ
- 大橋巨泉
  - 北野がバイク事故により入院していた際の代理司会。

学級委員（アシスタント）
- 学級委員長：逸見政孝（初回 - 1993年12月）[2]
  - 当称号は逸見のみの“永久欠番”
- 学級委員長代理：中井美穂（1993年12月）
  - 逸見の代役として出演。
  - 学級委員（1994年1月 - 1996年9月）。
  - 逸見の逝去に伴う後任。1996年10月より生徒として引き続き出演（レギュラー最終回まで）
- 臨時学級委員長：須田哲夫（1993年）
  - 『なるほど!ザ・秋の祭典スペシャル』のみの参加。
- 学級委員長：みのもんた（2010年）
  - 『平成教育委員会2010年新春ウル寅授業スペシャル』のみ参加。

教育実習生
- 川端健嗣・福井謙二（1994年10月 - 1996年10月）
  - 隔週交代で担当。

助手
- 初代：小島奈津子（1997年1月 - 2003年1月）
- 2代目：高島彩（2003年8月 -）
  - 「平成教育予備校」→「熱血!平成教育学院」→「1年1組 平成教育学院」も兼任。

ナレーター
- 島津冴子（初代ナレーター）
- 喜多道枝（島津冴子の代役）
- 石丸博也（2代目ナレーター）
- 平野文（3代目ナレーター）
- 野沢雅子（2015年5月のみ）

### 生徒（解答者）
- 渡嘉敷勝男（レギュラー時代の出席回数トップ）
- 磯野貴理子
- 清水圭
- 井戸田潤
- 小沢一敬
- 宇治原史規（最優秀生徒5回・3連覇の特番最多記録）
- 劇団ひとり
- 水道橋博士
- 玉袋筋太郎（「玉ちゃん」名義）
- 麻木久仁子
- 西川史子
- 菊川怜
- 平山あや
- ガダルカナル・タカ
- ダンカン
- つまみ枝豆
- ラッシャー板前
- 山本モナ
- 江口ともみ

ここで記述する「生徒」はスペシャル版以降も出演しており、後述の卒業生はレギュラー版終了時の最終回に出席した生徒及び以降の出演の無い生徒を示す。生徒は、学級委員を含め、男女や年齢を問わず全て「○○君」と呼ばれる。SPではその時期に放送されるフジテレビの連続ドラマの出演者が、番組の宣伝を兼ねて出演している。磯野貴理子に対し番組中でカンニング疑惑が浮上したため、全席にカンニング防止のフィルターが貼られることになった。

### 卒業生
以下、五十音順に列記する。なお、レギュラー時代に出席した生徒は415名である。
- あいはら友子
- 青島幸男
- 赤坂泰彦
- 秋川リサ
- 秋篠美帆
- アグネス・チャン
- 浅野ゆう子
- 東てる美
- 天本英世
- 鮎川誠
- 有賀さつき
- 淡路恵子
- 安藤和津
- アントニオ猪木
- 飯島直子
- 飯星景子
- 池田貴族
- 池谷幸雄
- 井崎脩五郎
- 石川小百合
- 石黒賢
- 石田純一
- 石田ひかり
- 石津謙介
- 石塚英彦
- 泉麻人
- 市毛良枝
- 糸井重里
- 伊藤銀次
- 糸川英夫
- 稲川淳二
- 伊原剛志
- 今田耕司
- 岩本恭生
- 植草克秀
- 上田哲
- うじきつよし
- 内田春菊
- 内田有紀
- 内山信二
- うつみ宮土理
- 蛭子能収
- 江森陽弘
- 大川慶次郎
- 大沢樹生
- 大信田礼子
- 大島智子
- 大島渚
- 大澄賢也
- 大塚寧々
- 大塚範一
- 大槻義彦
- 大森一樹
- 大矢明彦
- 大和田伸也
- 丘みつ子
- 岡江久美子
- 岡田真澄
- 岡本夏生
- 小川範子
- 荻原健司
- 奥野史子
- 奥山佳恵
- 小倉久寛
- 尾崎亜美
- 小沢遼子
- 押阪忍
- 小田島雄志
- 賀来千香子
- 風間トオル
- 片山右京
- 桂小金治
- 桂三枝
- 加藤初
- 加藤久
- 加藤博一
- かとうれいこ
- 佳那晃子
- 金子信雄
- 亀和田武
- 加山雄三
- 香山美子
- 河合美智子
- 川島なお美
- 川津祐介
- 神田正輝
- 神田川俊郎
- 菅野美穂
- 菊池麻衣子
- 岸田今日子
- 喜多嶋舞
- 北野大
- 城戸真亜子
- 木村健悟
- 木村晋介
- 木村拓哉
- キャプテン・ジョージ
- 京唄子
- 金原二郎
- 楠美津香
- 久米明
- 栗本慎一郎
- 黒鉄ヒロシ
- 黒田福美
- 鴻上尚史
- 神津はづき
- 小堺一機
- 小島章司
- 小西克哉
- 小林至
- 小林完吾
- 小林幸子
- 小牧ユカ
- 小柳ルミ子
- サエキけんぞう
- 酒井和歌子
- 坂口良子
- 坂田信弘
- 坂本龍一
- 桜金造
- 定岡正二
- 佐藤忠志
- 佐藤直子
- 里見浩太朗
- 沢田亜矢子
- 塩田丸男
- 設楽りさ子
- 島田洋七
- ジミー大西
- 清水綋治
- 志茂田景樹
- 周富徳
- 獣神サンダー・ライガー
- ジュディ・オング
- 春風亭小朝
- 春風亭昇太
- ショー・コスギ
- 真行寺君枝
- 陣内貴美子
- 陣内孝則
- 杉田二郎
- 鈴木治彦
- 寿美花代
- 角盈男
- 関口和之
- 関根潤三
- そのまんま東
- 大平サブロー
- 大平シロー
- 高木美保
- 高田延彦
- 高田文夫
- 髙田万由子
- 高橋源一郎
- 高橋英樹
- 高橋洋子
- 高橋慶彦
- 高見映
- 宝田明
- 田口計
- 竹内都子
- タケカワユキヒデ
- 武田鉄矢
- 田代まさし
- 立河宜子
- ダチョウ倶楽部
- 辰巳琢郎
- 立川志の輔
- 田中寅彦
- 田中康夫
- 田原俊彦
- 田村英里子
- 田村翔子
- 田村亮
- 筒井真理子
- つのだじろう
- 鶴見辰吾
- デーブ・スペクター
- 出川哲朗
- 手塚眞
- 寺田理恵子
- 徳大寺有恒
- どんと
- 永井みゆき
- 中上雅巳
- 中島らも
- 中條かな子
- 永田杏子
- 中谷彰宏
- 中野浩一
- 中野裕通
- 中野良子
- 長野智子
- 中松義郎
- 中村あずさ
- 中村敦夫
- 中村玉緒
- 仲本工事
- 中山仁
- 長山洋子
- なぎら健壱
- 名高達郎
- 奈良富士子
- 西川りゅうじん
- 錦織一清
- 西田尚美
- 西田ひかる
- 根津甚八
- 野際陽子
- 野田秀樹
- 萩原流行
- 畠田理恵
- 浜田卓二郎
- 浜田マキ子
- 濱田マリ
- 浜村淳
- 早坂茂三
- 早坂好恵
- 林寛子
- 林家こぶ平
- 原日出子
- 原田大二郎
- パンチ佐藤
- パンチョ伊東
- ばんばひろふみ
- ピーター・フランクル
- ピエール瀧
- 東野幸治
- 平松政次
- 平山みき
- ヒロミ
- 福井敏雄
- 藤崎奈々子
- 藤田敏八
- 藤田三保子
- 藤田弓子
- 藤波辰爾
- 藤本義一
- 藤森夕子
- 藤原弘達（第1回優等生）
- 布施博
- 船越栄一郎
- ブラザー・コーン
- ブラザートム
- 別所毅彦
- 別所哲也
- 星由里子
- 細川隆一郎
- 堀紘一
- 堀内孝雄
- 前田耕陽
- 正木慎也
- 舛添要一
- 増田恵子
- 松尾貴史
- 松木安太郎
- 松崎しげる
- 松浪健四郎
- 松原千明
- 松村邦洋
- 松本伊代
- 馬淵よしの
- 丸山茂樹
- 萬田久子
- 三浦早苗
- 水野晴郎
- 水野真紀
- 三谷幸喜
- 三井ゆり
- 南野陽子
- 三橋達也
- 宮崎総子
- 宮崎淑子
- 向井亜紀
- 村上ポンタ
- モーリー・ロバートソン
- モト冬樹
- 森尾由美
- 森口博子
- 森本レオ
- 森脇健児
- 柳生博
- 薬師寺保栄
- 薬丸裕英
- 谷沢健一
- 柳葉敏郎
- 山口敏夫
- 山口弘美
- 山咲千里
- 山下真司
- 山城新伍
- 山田雅人
- 山藤章二
- 山本淳一
- 山本美憂
- 湯川れい子
- 由紀さおり
- 吉田栄作
- 吉田照美
- 吉行和子
- 米長邦雄
- ラサール石井
- 若林正人
- 和久井映見
- 渡辺えり子
- 渡辺文雄
- 渡辺満里奈

ラサール・辰巳・田中康は正解率が高く、とくに辰巳はパーフェクトを達成することもあった。逆に渡嘉敷と岡本は珍解答を続出していた。レギュラー時代末期は寿美・ラサール・田代の3人が班長を務めるグループ戦になった。

## レギュラー番組期の内容

### たけし・逸見の平成教育委員会

#### 逸見学級委員長時代
大きな特徴として、助手が解答者と一緒に解答する点が挙げられる。当時は、「教師」役である司会の北野武と、「学級委員長」役で助手の逸見政孝が番組を仕切っており、「学級委員長」役の逸見も問題に解答者として参加していた。各教科の例題などでは、逸見は北野と共に例題の解説などの進行を務め、本問に移ると自席に戻り、自席にある「ただいま考え中」の札を上げて他の生徒と共に解答に専念するという、他のクイズ番組では例のない役割を担っていた。そのため、進行者としての逸見が、解答者としての逸見自身に言及する場合がしばしばあったが、その場合は他の生徒に対しての呼び方と同じように「逸見君」の呼称を用いた（例：『この時間のたけしおとしは、逸見君に差し上げます』）。
各コーナーは学校に倣って「○時間目」と呼び、レギュラー放送では4時間目まで用意されている。各時間には「国語」「理科」「社会」「算数」などの教科名がついており、それに沿った出題がなされる。
各時間で成績が優秀な生徒は「たけしおとし」という、天神様（菅原道真）を模した北野の人形を、ダルマ落としのように横に輪切りしたパーツを下部より獲得（全員の成績が振るわなかった場合には誰にも与えられないこともある）。このパーツを下より重ね、10個すべて集めて人形を完成させると世界一周留学の旅を獲得することができる。
なお、当初言及されたのは10個（胸・首・口・鼻・目・眉・頭・帽子・杓・「合格」と書かれた扇子）だったが、北野が世界留学を引き延ばすために次々と要素を加え、初代はさらに「レイ・メガネ・ホクロ・扇子の裏に『えらい』と書き加えられる」の+4段階、2代目は「横に立てる鉛筆・消しゴム・『えらい』の鉢巻」の+3段階、北野の事故復帰後の3代目は当初は「眼帯」の+1段階、後に2代目と同じ要素で+3段階となった。
全教科の解答を終えて、その日の正解数がトップの生徒、もしくは2番手以降でも先生の裁量で1人が「優等生」として、番組オリジナルブレザーが授与される。初の優等生は藤原弘達であった（北野曰く「早めにあげておかないと、あげられなくなっちゃうかもしれないから」）。また、1度だけ優等生なしの回もあった。
なお、特番ではたけしおとしは使用せず、代わりに各時間ごとに最も成績の良かった生徒1人に豪華賞品が与えられる。
番組内では、生徒役の解答者は基本的に全員、学校に倣って「○○君」と呼ばれる。北野・逸見よりも年上、なおかつベテラン・大御所クラスのキャリアを持つ生徒であっても"君付け"で呼ぶなど徹底しており、生徒の答えをマルチモニターに映す際にも勉強小僧が「○○君の答え」と言ってから画面が切り替わって映し出されていた。
出題内容は、実際に使用された国・公・私立中学校入試問題から一般企業入社試験、公務員試験、番組オリジナルの問題まで多岐に亘る。後に放送されることになる特別番組や兄弟番組『教育学院』よりも、「国語・算数（数学ではない）・理科・社会(まれに音楽・家庭科・道徳などもあった)」といった、「国・公・私立中学校入試問題」「小学校の実力テスト」レベルの、義務教育で当然教わっているような問題が重点的に出題されていた。
番組開始からしばらくはこのような科目で構成されていたが、1992年9月26日の放送から、1時間目の前にオープニングコーナーとして○×問題が5問連続で出題される「小テスト」が実施されるようになった。全問正解か全問不正解の場合は番組特製バッジが貰える（後に腕時計も加わり、バッジの在庫が無くなってからは腕時計のみとなった）。1993年秋にはこれに代わり小学校入試で出された問題（幼稚園児が解くように作られた問題）が3問出題されるようになり、全問正解で「ちょうだい!」カードがもらえるように変更された。この「ちょうだい!」カードは教科別の成績で最高得点者が2人以上居た場合に提示するとたけしおとしを優先的に貰えるものである（各教科ごとでたけしおとしを誰にあげるか検討する時にカードを使わず、総合成績発表の際にカードを提示して優等生に選んでもらうという使い方をした例もある）。
番組放送開始から3回目の1991年11月2日の放送後、フジテレビ系列で独占中継している『ワールドカップバレーボール』中継に伴い、4週間連続で番組休止となった。1992年と1993年の『FNSの日』（後の『FNS27時間テレビ』）は平成教育委員会メインとして『平成教育テレビ』が放送され、1995年まで平成教育委員会の雰囲気を残し制作された。当時のフジテレビの番組対抗特番であった『FNS番組対抗!なるほど!ザ・春秋の祭典スペシャル』のBブロックの全問題の出題を、1992年春から1994年春まで担当した。1996年春・秋に放送された『FNS超テレビの祭典』もこの番組をメインとして放送された。
なお当時の特番では、授業の合い間の「給食」で立食パーティー風の軽食をとる形式をとっていた。
この他、解答できないことによるジレンマ、先生・学級委員長と生徒とのギャグの応酬も特徴であった。時折、本問の前に過去の珍解答が引き合いに出されることもあった。国語を得意とする逸見が国語の問題で不正解であると、生徒である高田文夫・渡嘉敷勝男・太平サブローなどに突っ込まれるという図式で笑いを誘い、番組を盛り上げていた。逸見は国語と社会を得意とする一方で、算数を相当苦手としていた。逆に北野は国語を苦手としており、うっかり大ヒントを口走ってしまったり、正解ではないと思ってオープンした解答が、実は正解であったというケースが多々あった。
国語の時間に「次の意味になるような『水』を使った慣用句を答えなさい」という問題が続けて出されていた際に、出題の内容を知らない逸見が生徒たちとのやりとりのなかで「『水を打ったような』っていうのがシーンとした（という意味）ですけどもね」と言ったところ、その「水を打ったよう」が次の問題の答えであったため北野が「次の答え言わないように」とツッコみ、スタジオ中が笑いに包まれたことがある。逸見には「実際には予め問題が教えられているのではないか」という疑いを持つ視聴者がいたが、この一連の流れをもって「問題は教えられていない」ことの証明になったと番組内で取り上げていた。
国語の時間で「『くさい』の反対語を答えなさい」（正解：かぐわしい、こうばしいなど）に対して、ラサール石井が「くさくない」と解答。以降、この類いの問題では北野が予め「言っときますけど、『○○らしくない』『○○ない』とか言う答えは駄目ですよ。早めに青少年の非行の芽を摘み取っておかないと」などと、ギャグにすることが恒例化した。
北野は「理科や算数の問題は、答えが1つしかないんですから。あれこれ後から言われても、駄目なものは駄目です!」と、生徒達が答えの導き方や正解を説明されても合点がいかずに駄々をこねる場合に言っている。その反面、設問では「理由も併せて答えなさい」と言う例はほとんどないと言ってもよく、その点を考慮して「答えがあっていればいい」「あてずっぽうでもいいんですよ」とも発言している。
算数の時間は特に難しい問題が出され生徒が悩むことが多く、国語や社会であれこれ言ってくる生徒が多い時には「もうこれからは1時間目から算数の授業にしましょうか」「算数の授業4連発なんかいいですね。ああだこうだ言っていたのが、急におとなしくなりますからね」と、北野が冗談半分で生徒に釘をさす場面もみられた。
珍解答が出たり、お笑い芸人の生徒が間違えた場合は、「ここは『笑点』や『お笑いマンガ道場』じゃあないんですから。ウケりゃあいいっていうものじゃないから」と、北野が他の番組タイトルを引き合いに出し、嘆くフリをする事があった。
視聴者から「シンキングタイムは実際にはオンエアより長いのでは?」と、局に問い合わせが来た事があった。それに対して逸見は「実際にオンエアとほぼ同じ時間です。ただし、スタジオ内が一瞬静まりかえる事があります」との裏話をしていた。北野が言うには「算数の解答時間は、逸見君の解答時間が標準です」との事で、逸見が問題を解き終えるか諦めて解答を投げ出した時点で解答時間終了となっていた。
1993年4月3日の「卒業式スペシャル」にて、「第1期」卒業生を北野と逸見が送り出すことになる。卒業証書授与にて、初代優等生の藤原弘達も久々に登場。卒業生が退席した後、北野と逸見はたそがれる教室でそれまでの労を互いにねぎらい、次回からも頑張りましょうと語り合った。
北野は後述のバイク事故までは当番組の企画会議（問題作成会議）にもまめに参加しており、番組制作会社イーストにて解答を事前に行い、問題の改良点などをスタッフと共に行っていた。この時のエピソードは同時期に深夜で放送していた『北野ファンクラブ』の高田文夫とのトークで披露している。
たけし・逸見時代の番組内での面白かった会話などは1994年12月30日に放送された特別番組『たけし大全集'94 〜たけしが愛した101人〜』の中で「たけしの一言」としてダイジェスト紹介されていた。

#### 逸見の死去
1993年9月に逸見が癌治療のために全てのレギュラー番組を降板した。本番組以外は9月末までに全て降板ないしは終了しているが、本番組に関しては北野がレギュラー番組に加えて映画制作等のスケジュールもある関係で3か月分以上に及ぶまとめ撮りされていたため、同年12月4日までのレギュラー放送分は逸見の入院前に溜め撮りされたストック分が放送され続けた。一方、10月2日放送分の「秋祭りスペシャル」（19時 - 20時54分）は唯一の新規撮影分だったため、解答者の小林完吾、渡嘉敷勝男、奥山佳恵、ラサール石井が国語、理科、社会、算数とグループ学習と教科ごとに級長代理を務めた。その後、ストック分が切れた12月11日の放送から中井美穂が「学級委員長代理」として出演する。しかし復帰の願いも空しく、逸見は同年12月25日に死去。当日19時から（一部系列局は18時30分から 『幽☆遊☆白書』を休止）は追悼特番が放送された。
当日は、奇しくも放送日である土曜日であった。当初、この日は当番組を予定したが、1994年1月15日に一部再編集して放送した。
なお、入院期間中のOPの冒頭で勉強小僧が意味不明な言葉を発しているが、この部分を逆再生すると「逸見さん、がんばって」と言っていることが確認できる。

#### 逸見の死後
逸見死後の最初の放送は、1994年1月8日の「入試直前スペシャル」（19時 - 20時54分）。こちらも一部再編集され、オープニングCG後の中井のコメントの冒頭部分をカット、前年12月25日のレギュラー放送回が前述の逸見の追悼番組で休止した為、12月18日に放送した宿題の問題を振り返るシーンを挿入した（勉強小僧のナレーションのみで構成）。
逸見の後任として翌1994年1月より中井が正式に「学級委員」に抜擢され、「学級委員長」は逸見のみの永久欠番となった。
逸見亡き後も番組タイトルは、しばらくの間『たけし・逸見の平成教育委員会』のままであった。これは、「逸見とその家族への配慮があったこと、何よりたけしが逸見の回復・復帰を願っていたからである」と、週刊誌などで伝えられている。なお、CM入りの際のタイトルテロップからは『たけし・逸見の』という文字は外されていた。
中井が学級委員になってからも番組の構成はそのままであったが、途中からオープニングコーナーが「小学校入試」から「有名中学突破コース」に代わり、毎回1つの中学校に絞って入試の過去問を3問出題。全問正解者には本問（各教科での問題）で一度だけ「お助けヒント」を貰えるカードが与えられるようになった（逆に全問不正解の生徒にお助けヒントの権利を与えていた時期もある）。
また更に後には、番組開始と共に1問だけ問題が出され（主に難読漢字の読みを答える問題など）、中井、北野の登場前に予め生徒全員が解答しており、その解答を見てから授業に移るという構成になった。

### 平成教育委員会 毎回がスペシャル
『1億2500万人の平成夏休みバラエティー』(FNSの日)を終えた直後の1994年8月、北野がバイク事故で入院した。当番組は9月17日放送分までは逸見の入院時と同じ理由で事故前にまとめ撮りしたものを放送し、同年10月29日から翌1995年2月25日まで『平成教育委員会 毎回がスペシャル』というタイトルで放送された。
北野の代役として、明石家さんま（北野に倣って本名の「杉本高文」名義で出演）、所ジョージ、大橋巨泉（この2名は芸名のまま出演）など北野と各局のレギュラー番組で共演し親交の深い人物が週替わりで「特別講師」として担当した。また「教育実習生」として、福井謙二や川端健嗣がサポートするスタイルとなった。また授業も国語や算数といったものではなく、ゼミやコースなど大学のような授業タイトルとなった。
このころは、統計の上位数項目を当てる「統計テスト」、幾つかの項目を指定された順番に並べ替える「選択テスト」、表に並べられた文字を拾って指定された言葉を作る「単語テスト」、国語の問題で一部分だけ表示されている状態から四文字熟語を当てる『読み取りテスト』等、徐々にクイズ形式の問題が増加していった。また教科ごとの成績優秀者などに与えられるものがたけしおとしから番組特製の懐中時計に代わり、これを10個集めれば海外留学ということになっていたが、この時期は出なかった。また、問題ごとの点数が1点から最大10点になった。
特別講師が趣味・得意としている分野を題材にしたクイズコーナー『○○ゼミ』（○の部分に講師の苗字が入る）が設けられ、雑学をベースにした問題が出題された。
この間の『平成教育委員会』としては、1994年12月17日に生放送『全国○×王決定戦』（「平成教育テレビ」で定期的に行なわれていた企画、司会は所が担当）も行われた。また翌年の1995年1月7日には杉本が担当した『平成教育委員会 今回が本当のスペシャル』と称した2時間スペシャル版、その翌週の1月14日には大橋巨泉が担当した中学受験を間近に控えた小学生向けの2時間スペシャルがそれぞれ放送された。また巨泉が担当した回は2部構成になっており、1部は巨泉が担当、2部がラサール石井の進行担当となった。

### 平成教育委員会（北野復帰後）

#### 復帰直後
1995年3月4日の放送から北野が復帰し、タイトルが正式に『平成教育委員会』となった。この回の視聴率は35.6%（ビデオリサーチ 関東地区調べ）で、ビデオリサーチ「クイズ・ゲーム」部門の史上高視聴率番組・第6位に記録し、1990年代以降のクイズ番組では最高視聴率である。
北野が復帰したこの回は番組開始からすぐにの登場ではなく、所ジョージの進行の下で進められ、番組中盤に差し掛かった頃に北野が笑いをとるために美術大道具スタッフに扮装した姿で登場するという形であった。その翌週も所が進行を務め北野は女子高生に扮装し解答者として参加する形式で、同年3月18日に晴れて先生へ復帰を果たした（同時に班別コース以外での成績優秀者などに与えられるものとして、たけしおとしが復活）。その翌週放送の春のスペシャルからは、のちの特番でも恒例の「給食」の時間が始まった。

#### 1994年秋以降
北野復帰後もそれまでの構成が継続された。
1995年秋頃から1997年1月までは独創力テスト、ひらめきパズル等、クイズ形式のコーナーがメインになっていた。同時に「たけしおとし」は消滅した。
主なコーナーは、早抜け形式の頭の体操「IQ早押し（後に回転力テストに変更）」、従来通り授業形式で行われる「北野ゼミ」、答えが複数ある問題が出題されて他の人（北野も含む）と被らない答えを書いていく「独創力テスト」、提示されたテーマに当てはまらない言葉が読み上げられたら目の前のえんぴつのオブジェを素早く奪取する「瞬間判断力テスト」（このコーナーは後に日本テレビ系『ロンQ!ハイランド』でリメイクされた）、チームメイトがカズーで吹いた曲を当てる「音楽リレーテスト」、二つの値を3秒以内に比較する「等号・不等号テスト」、漢字のブロックを並べ替えて二文字熟語のしりとりを完成させる「漢字しりとり」、早書きクイズの「ひらめきパズル」などがある。
また1問あたりの得点は最大200点（1996年4月の放送時間拡大時には400点）に変更された。この体制は、レギュラー終了時まで続いた。ラサール石井はオープニングに登場せず、10点の問題に正解したものの200点減点の大目玉を食らったことがある。本人によると、本番前に「トイレの大きい方」に行っていて、石井が不在のままオープニングが始まったという。

#### クイズ形式のリニューアル
1996年の58分枠時代の一時期、ハンデ制が導入され（この時期は得点制であったため）、過去の成績などを元にハンデを設定していた。そのため、正解率の低い渡嘉敷は常に500点からのスタートであったが、優勝できなかった。
1994年10月～1996年3月は、本編とは別にエンディングで「補習」として早抜け方式の問題が1問出題されて、時間内に抜けられなかった生徒は放課後残されるという演出があった。レギュラー回の正解発表を1994年11月～1995年9月の後番組「花丸チェック」内で発表。後々番組「学校では教えてくれないこと!!」の主要出演者が答えた。
まれに北野も解答に参加することがあり、1996年4月20日に放送した第147回で「瞬間判断力テスト」で優勝したために、最終的に「優秀先生」として優勝してしまったことも一度あった。

#### レギュラー版末期
1996年10月19日より、3チームの対抗戦（田代班・席は青、ラサール班・席は緑、寿美班・席は赤）になり、10月 - 12月は生徒が12人から9人に減らされた。これに伴い、中井美穂は司会兼業から解答者専任となった（後述の助手役の小島奈津子が出演するまでは北野が一人で司会をする為、ナレーターの平野文が北野を間接的にサポートする役割を担っていた）。
この頃（1996年10月～12月）は、レギュラー放送でも「給食」が実施されるようになったが、パズルを解くのではなく、制限時間以内に指定されたテーマの言葉やしりとりを5つ答えていくクイズ形式になっていた（正解したらダッシュして、ベルトコンベアで流されていくプレートを取る。取ったプレートに書かれている人前分の料理が食べられる）。また、「優等生」の選出はなかった。
1996年12月21日放送の年末スペシャルに新セットになり助手役として小島奈津子が登場。授業も国語や算数といったものに戻され、初期に近い形となる。これに「班別対抗早押し」（1人1問正解で勝ち抜け、4人全員抜けた班に得点）、「班別対抗テスト」（全員に出題。正解順に順位が付き、先に4人全員抜けた班に得点）も加わる。「優等生」の選出が復活され、賞品もブレザーから金の鉛筆と金の消しゴムに変更した。
しかし、以前からのマンネリ化や、裏番組の『筋肉番付』が人気を上げていき、また『スーパースペシャル』にも負けて、視聴率は低迷していったため、1997年9月に終了することになった。
1997年9月27日の最終回では、石井や清水などの優秀な生徒32人が総出演（この時の解答席は青・緑・赤に橙の4色であった）。これまで出題した難問を総復習し、優等生と成績最不良の生徒を決定した。最後に生徒代表として田代まさしとラサール石井が謝辞を読み上げ、出演生徒全員が一人ずつ北野に薔薇の花を渡した。北野もこの番組に対して想いが深かったこともあって、感極まり涙を見せた。
エンディングでは第1回放送の放課後の映像が流れ、北野と逸見が語り合い、お互いに肩を組んで教室を去っていくシーンで番組を締めくくった。
こうして1997年9月にレギュラー放送は終了し、小学校の修了過程と同じ6年間でいったん幕を下ろすこととなる。なおこの当時は番組終了後、特別番組版（スペシャル）で継続することまでは視野に入れてはいなかった。

### 備考
レギュラー最終回時点での優等生受賞回数ベスト5
| 順位 | 氏名         | 回数 |
| ---- | ------------ | ---- |
| 1位  | ラサール石井 | 25回 |
| 2位  | 辰巳琢郎     | 11回 |
| 2位  | 田代まさし   | 11回 |
| 4位  | 清水圭       | 8回  |
| 5位  | 田中康夫     | 6回  |

北野も「優秀先生」として一度だけ（無理矢理に）優勝している（その時の生徒トップは奥山佳恵の610点。北野は1000点）。
レギュラー最終回時点での出席回数ベスト5
| 順位 | 氏名         | 回数  |
| ---- | ------------ | ----- |
| 1位  | 渡嘉敷勝男   | 149回 |
| 2位  | ラサール石井 | 127回 |
| 2位  | 中井美穂     | 127回 |
| 4位  | 田代まさし   | 126回 |
| 5位  | 奥山佳恵     | 100回 |

レギュラー最終回時点での正解率ベスト5（最終回出演者のみ）
| 順位 | 氏名         | 正解率 |
| ---- | ------------ | ------ |
| 1位  | 清水圭       | 59.5%  |
| 2位  | 石黒賢       | 58.5%  |
| 3位  | ラサール石井 | 58.4%  |
| 4位  | 宮崎淑子     | 55.6%  |
| 5位  | 大塚範一     | 51.5%  |

レギュラー最終回時点での正解率ワースト5（最終回出演者のみ）
| 順位 | 氏名       | 正解率 |
| ---- | ---------- | ------ |
| 28位 | 出川哲朗   | 23.8%  |
| 29位 | 松村邦洋   | 21.1%  |
| 30位 | 岡本夏生   | 21.0%  |
| 31位 | 渡嘉敷勝男 | 20.5%  |
| 32位 | 薬師寺保栄 | 14.3%  |

1991年10月 - 1993年3月の正解率ベスト5（50問以上解答した生徒のみ）
| 順位 | 氏名         | 正解率 |
| ---- | ------------ | ------ |
| 1位  | 辰巳琢郎     | 61.7%  |
| 2位  | 田中康夫     | 60.8%  |
| 3位  | ラサール石井 | 58.6%  |
| 4位  | 舛添要一     | 45.5%  |
| 5位  | 高田文夫     | 44.5%  |

1991年10月 - 1993年3月の正解率ワースト5（同上）
| 順位 | 氏名         | 正解率 |
| ---- | ------------ | ------ |
| 12位 | 髙田万由子   | 33.9%  |
| 13位 | 林家こぶ平   | 27.5%  |
| 14位 | 太平サブロー | 23.7%  |
| 15位 | 岡本夏生     | 16.7%  |
| 16位 | 渡嘉敷勝男   | 13.5%  |

たけしおとし完成者
| 氏名           | 完成日                        |
| -------------- | ----------------------------- |
| 田中康夫       | 1992年2月29日、1992年12月19日 |
| ラサール石井   | 1993年3月27日、1994年7月9日   |
| 辰巳琢郎       | 1993年2月6日                  |
| 天本英世       | 1992年12月12日                |
| 逸見政孝       | 1993年1月23日                 |
| うじきつよし   | 1993年3月6日                  |
| サエキけんぞう | 1993年11月13日                |
| 藤田敏八       | 1994年1月29日                 |
| どんと         | 1994年3月5日                  |
| 沢田亜矢子     | 1994年3月12日                 |
| 田代まさし     | 1994年6月11日                 |

逸見がたけしおとしを完成させた際の世界一周旅行の権利は逸見には与えられず、視聴者プレゼントとなった。
この他にも、辰巳琢郎が1回の放送分で1問を除いて全問正解したのを称えて、たけしおとしに関係なく世界一周留学の旅を与えたことがある。
- レギュラー時優等生の賞品
  - 初期〜中期：ブレザー
  - 後期：金の鉛筆と消しゴム
  - 末期：懐中時計

## 特別番組として復活
2000年1月3日、主に毎年1月2日に放送された『オールスター爆笑ものまね紅白歌合戦!!』を年末特番に切り替え、代わって視聴者の復活の要望が大きかった『平成教育委員会』が特番として3年ぶりに復活。2000年を記念して再び開講された。これが20%近い視聴率であったことから、以降毎年1月3日前後には特別番組が放送された。復活当初の何回かは考え中の音楽、CMアイキャッチ音、エンディング曲などは各時間ごとに「初期→中期→後期」と順番に再現する趣向が行われていたが、やがて全時間、初期のものに統一された。唯一オープニングのみ別のものとなっている。
2003年からは夏休み期間中にあたる8月最終日曜日にも、2004年からは5月のゴールデンウィークと11月3日前後にも放送されるようになった。レギュラー番組の『予備校』『学院』とも連動する形での季節ごとの特番として放送されている。
なお、助手役はレギュラー放送時代から引き続き小島が担当していたが、2003年8月の夏休みスペシャルからは高島彩が担当している。さらに小島とは異なり、高島の就任後は助手風の衣装での出演になっている。
また2007年10月27日の『たけしの日本教育白書』生放送内で本番組が1コーナーとして企画され、先生役は田中裕二（爆笑問題）と助手は高島が、解答者で北野と太田光（爆笑問題）ほか数名が担当した。北野は解答者としては事故から復帰の初回収録以来で、太田と共に終始ボケ倒していた。
放送開始から長きに渡ってモノラル放送（モノステレオ放送）の状態であったが、2011年10月のスペシャルよりステレオ放送を実施している。
2019年の令和改元以降は単独番組としての放送は行われていないが、同年11月2日・3日の『FNS27時間テレビ』のコーナーにて『令和教育委員会』（れいわきょういくいいんかい）として放送された。村上信五と松岡茉優、永島優美が助手役を担当した。

### 特別番組版での授業
基本的には入試問題から出題するものの、番組オリジナル問題も多い。改編期特別番組では、国語→理科→給食→社会の順に行われることが多い。
1時間目は国語であることが恒例となっている。問題は漢字や慣用句に関するものが多い。理科の授業は、物理学の分野から問題が出題されることが多く、化学や生物学や地学の分野が問題になることは少ない。科学的論拠がなくても結果的に正解であればよいので、偶然当たるということも多い。中学程度の物理知識がないと解けない問題もある。
5時間目に算数が行われることがあるが、1問しか出題されないため、北野の独断で優等生を決定することが多い。その際、論拠の正確さはあまり考慮されていない。
2005年からは通常の書き問題の他にも、国語で早押し形式の問題、社会で3つのヒントから連想される人物や場所を当てる問題といった特殊な問題が出題されることが多くなった（『予備校』『学院』の方でも同様の問題が出題がある）。お正月スペシャルの社会の時間は去年を振り返る「○○年重大ニュース」が恒例となっている。
2004年正月スペシャルまでと2005年正月スペシャルには実力テストという筆記試験が行われていた（2009年5月の特番にて復活）。生徒の実力を示すテストであり、本授業の成績には影響しないが、後述の「給食・団体戦」でのスタッフによるチーム編成の資料となる。この結果を基に各チームの力が公平になるように編成された。なお、このテストは問題作成者以外のスタッフも受験しており、最後のエンドロールで点数が発表された。
夏休みスペシャルは、北野と高島が課外授業を行うコーナーが毎年恒例となっている。北野扮するおじさんの家に小学生役の高島が遊びに行くというコント仕立てだが、必ずおじさんが姪に「風呂入ろう」と誘うものの逃げられてしまうというオチがついている。近年は、ロケーション撮影が行われていない。
復活以降は各授業の優秀生徒（成績トップになった生徒、複数いる場合は基本的にジャンケンで決定されるが、北野の独断によって決定されることもある）になると、豪華商品（授業にちなんだものであることが多い）が与えられるようになった。また温泉などの旅行がどれか一つの授業に入っていた。しかし、2008年以降に優等生制度が廃止された。
さらに最優秀生徒（総合成績でトップになった生徒）には盾などが贈呈される。副賞は海外旅行だが、2009年5月-2010年10月は以下のとおりになっていた。
- 2009年5月 大手家電メーカーの最新ハイビジョン液晶テレビ4台セット
- 2009年8月 最新式のエアコン・冷蔵庫・薄型テレビの3点セット（エコポイント対応）
- 2009年10月 マッサージチェアー・デジタルビデオカメラ・大画面液晶テレビの3点セット
- 2010年1月 3D映像対応大画面薄型テレビ
- 2010年5月 同上およびブルーレイプレーヤーの2点セット
- 2010年8月 最新式薄型3Dテレビ
- 2010年11月 ノルウェーへオーロラ見学旅行

なお、複数いる場合は優等生の場合に準じる。
2012年からは、早押しや筆記式など様々な趣向のテストで生徒（チーム）の数を絞っていき、最後に最優秀生徒を決めるサバイバル方式に内容が改められた。
助手の高島が出産による産休に入った2014年は放送がなかったが、産休から復帰後の2015年5月に久しぶりに放送され、その後も2015年10月・2016年1月・4月・2017年1月・3月に放送された。形式も初期のものに近い形式に戻された。

### 給食
問題に正解しないと高級料理が食べられない「給食」も恒例企画となっている。個人戦方式と4人1班で4班に分かれての班別対抗戦方式の2タイプあり、どちらも早抜け制となっている。個人戦は正解した生徒が過半数の8人正解、班別対抗戦は3班が正解した時点で終了となる。正解できないと食べられず「“おあずけ”」になる。知識を問う問題は少なく、パズル的な問題が多い。
2005年正月スペシャル以降は、4班による判別対抗が中心となり、パズル問題に加え以下の企画が行われている。
リレーおみくじ
各班の代表者1名が問題カードを1つ選んで、カードに書かれた問題に答える。正解なら襷を次の代表者に渡し、4人全員が正解すれば勝ち抜けで給食獲得。最後に残った1班は給食おあずけ。なお、2〜3枚だけ「大吉」があり、それを引けば問題免除で襷を渡すことができる。
花火大会・問題駅伝
「リレーおみくじ」の夏バージョン。「大吉」のくじは無く、3番目に抜けた班は給食が1品しか貰えない。
初夢すごろく
代表1人が双六の駒になり、残り3人が○×クイズに答え、正解した人数だけ駒を進めることができる。途中で“おみくじチャンス”のマスがあり、おみくじによって出題された問題に正解してすればさらに1マス進むことが出来るが、おみくじの中には「凶」が入っているため、それを引いてしまうと「ふりだしに戻される」「最下位のチームと入れ替え」など一気に不利になるペナルティが課された。双六を上がった先着3班が、給食を獲得できる。
みんなでドリルスペシャル
『学院』で行われている「みんなでドリル」の拡大版。
班別対抗みんなで音楽ドリル
「みんなでドリル」のアレンジ版で出題されるのは音楽のみ。スタジオでの生演奏を使用し、曲名や作曲者名などを早押しで答える内容だが、前述のほか歌の続きを答える問題や楽器を用いて正しい音を出す問題もあった。リレーおみくじなどと同様に4班で対戦し、4人全員正解で給食獲得となり最後に残った1班は給食おあずけとなる。演奏は2009年10月SPでは東京ブラススタイル、2010年1月SPではさいたま市立蓮沼小学校ブラスバンド部が担当した。
8人VS8人早押しバトル
8人一組で対戦し、国語・算数・理科・社会・保健体育・家庭科のジャンルから問題を選び、早押しで答える内容で先に8問正解した班が給食を獲得できる。
2009年5月のスペシャルでは今までの方針から一変し、全教科終了後に成績順に発表された上位8名のみが獲得できる方式に変更された。一方、敗者は3択クイズに挑戦して正解すれば一品ではあるが食べられるようになっていたが、最終的には不正解者も料理を食べることが許された。ただし、不正解者向けには高級食材は使用されなかった。
2010年8月のスペシャルでも全教科終了後に成績順に発表される方式が取られた。全員が獲得できたがA-Fにランク分けされ、ランクごとにグレードが違っていた。
2010年11月のスペシャルでは、事前に行われたテストの成績別に料理の質が変わる。また、一問多答問題に正解すれば、成績に関係なく料理を食べることが許された。
2011年10月のスペシャルでは、恒例企画の「給食」は行われなかった。
2012年9月のスペシャル以降は、一次テストと連動しており、勝ち抜けた生徒から給食を配っている別スタジオに移動、順次給食を食べられるシステムになっている。また一次テスト敗者も、給食スタジオに移動して、敗者復活戦を実施（ここで復活した生徒も給食を食べられる）。
2013年9月のスペシャルでは、3人一組10チームで各ラウンド毎に脱落チームが発生し、四次ラウンドで3組までに絞った。
給食に登場する店については、番組内で北野が、「美川憲一、うつみ宮土理らと、“おいしいものを食べよう会”を作って、そのメンバーで行ったお店だ」と語ったことがある。

### 特番での歴代最優秀生徒
| タイトル                                                                                                | 最優秀生徒                                           | 備考 | 視聴率 |
| --- | ---------------------------------------------------- | --- | ------ |
| 平成教育委員会2000年正月スペシャル                                                                      | 内田有紀                                             | | 19.4%  |
| 平成教育委員会2001年正月スペシャル                                                                      | ラサール石井                                         | 18.6% |        |
| 平成教育委員会2002年正月スペシャル                                                                      | 清水圭                                               | 18.7% |        |
| 平成教育委員会2003年正月スペシャル                                                                      | 片山晋呉                                             | 16.7% |        |
| 平成教育委員会2003年夏休みスペシャル                                                                    | 斉藤仁                                               | 19.3% |        |
| 平成教育委員会2004年正月スペシャル                                                                      | 水野真紀                                             | 16.9% |        |
| 平成教育委員会2004年1年生スペシャル                                                                     | ミムラ                                               | 23.0% |        |
| 平成教育委員会2004年夏休みスペシャル                                                                    | 水道橋博士                                           | 白眞勲とのプレーオフで勝利 |        |
| 平成教育委員会2004年学問の秋スペシャル                                                                  | 江川達也                                             | |        |
| 平成教育委員会2005年正月スペシャル                                                                      | 永田寿康                                             | |        |
| 平成教育委員会2005年1年生スペシャル                                                                     | 笹岡隆甫                                             | |        |
| 平成教育委員会2005年夏休みスペシャル                                                                    | 八代英輝                                             | |        |
| 平成教育委員会2005年学ぶ門には福が来るスペシャル                                                        | 清水圭                                               | |        |
| 平成教育委員会2006年正月スペシャル                                                                      | 黒田知永子                                           | |        |
| 平成教育委員会2006年祝!新学年 学問の道一直線スペシャル                                                  | 勝谷誠彦                                             | 村主章枝とのプレーオフで勝利 |        |
| 平成教育委員会2006年夏休みスペシャル                                                                    | 宇治原史規                                           | |        |
| 平成教育委員会2006年学問の道スペシャル                                                                  | 京本政樹                                             | 麻木久仁子、東ちづるとのプレーオフで勝利                                                                                                |        |
| 平成教育委員会2007年入試直前スペシャル                                                                  | 山本博                                               | アーチェリー選手 |        |
| 平成教育委員会2007年難関中学校スペシャル                                                                | 湯浅卓                                               | 陣内孝則、清水圭とのプレーオフで勝利 |        |
| 平成教育委員会2007年真夏の林間学校スペシャル                                                            | 清水圭                                               | |        |
| 平成教育委員会2007年秋真っ盛りスペシャル                                                                | 麻木久仁子                                           | |        |
| 平成教育委員会2008年今年も考えチュースペシャル                                                          | 市川亀治郎                                           | 岡島秀樹とのプレーオフで勝利 |        |
| 平成教育委員会2008年春の最新中学入試スペシャル ＜スーパークイズウィーク＞                               | 千代大海                                             | |        |
| 平成教育委員会2008年真夏の頂上決戦スペシャル                                                            | 市川亀治郎                                           | |        |
| 平成教育委員会2008年秋インテリ大激突スペシャル                                                          | 宇治原史規                                           | 中田敦彦とのプレーオフで勝利 |        |
| 平成教育委員会2009年モ〜勉強スペシャル                                                                  | 宇治原史規                                           | |        |
| 平成教育委員会2009年最新中学入試スペシャル                                                              | 宇治原史規                                           | |        |
| 平成教育委員会2009年暑気笑い!!夏休みスペシャル                                                          | ガダルカナル・タカ                                   | 宇治原とのプレーオフで勝利 |        |
| 平成教育委員会2009年秋の学問大収穫スペシャル                                                            | 八田亜矢子                                           | |        |
| 平成教育委員会2010年新春ウル寅授業スペシャル                                                            | みのもんた                                           | |        |
| 平成教育委員会2010年祝たけし先生勲章受章 春の連休ボケ解消スペシャル                                     | 林家正蔵                                             | 宇治原とのプレーオフで勝利 |        |
| 平成教育委員会2010年たけし先生がお手伝い 夏休み自由研究スペシャル                                       | 宇治原史規                                           | |        |
| 平成教育委員会2010年全世代参加一斉テスト 秋の学力大収穫祭スペシャル                                     | 宇治原史規                                           | 丸川珠代とのプレーオフで勝利 |        |
| 平成教育委員会2011年合格祈願!!受験生必見 大人も学べる入試スペシャル                                     | 黒谷友香                                             | 宇治原とのプレーオフで勝利 |        |
| 平成教育委員会2011年ニッポンを学ぼうスペシャル                                                          | 三浦奈保子                                           | |        |
| 平成教育委員会2012年最強国語王決定戦スペシャル（所属芸能事務所別対抗戦）                                | ホリプロチーム（船越英一郎、宮崎美子、西川史子）     | |        |
| 平成教育委員会2012年芸能界最強テスト王決定戦スペシャル                                                  | 京本政樹                                             | |        |
| 平成教育委員会2013年ニッポンの頭脳決定戦スペシャル                                                      | 中野信子                                             | |        |
| 平成教育委員会2013年チーム対抗サバイバル授業スペシャル                                                  | めざましテレビチーム（三宅正治、軽部真一、長野美郷） | |        |
| 平成教育委員会2015春 今ドキの小学生に負けるなSP                                                         | 浅野ゆう子                                           | |        |
| 平成教育委員会2015秋 今ドキの小学生に学べ!ニッポンまるわかりSP                                          | 川村優希                                             | 船越とのプレーオフ（ジャンケン）で勝利                                                                                                  |        |
| 日曜ファミリア「平成教育委員会2016 来たぞ新年!!入試直前!小学生は知っている!ニッポンの明日はスゴイぞSP」 | 高橋克典                                             | |        |
| 平成教育委員会2016春 ニッポンの頭脳も悪戦苦闘!?小学生には負けられない!最新中学入試に挑むぞSP            | 長沼毅                                               | |        |
| 平成教育委員会2017お正月だよ!家族そろって初笑い!ニッポンまるわかりSP                                    | 関根勤                                               | |        |
| 平成教育委員会2017春 芸能人ならこのくらいは出来なきゃねSP（3人1組の12チーム対抗戦）                     | イケメンチーム（鈴木勝大、志尊淳、大倉士門）         | |        |
| ニチファミ!「平成教育委員会2018入試問題はやりません!落第生だらけの みになる勉強SP」                     | ダチョウ倶楽部                                       | |        |
| ニチファミ!「平成教育委員会2018秋 大人も驚く!小学生が学ぶ最新ニッポンSP」                               | 濱口優                                               | |        |
| 令和教育委員会〜体育の時間SP〜                                                                          | 加藤シゲアキ                                         | 『FNS27時間テレビ にほんのスポーツは強いっ!』内の1コーナーとして生放送。 助手の高島が欠席。代理で村上が担当。松岡と永島もMC席に座った。 |        |

## 兄弟番組の誕生
2005年1月3日のスペシャルの放送の際、解答者の成績が悪い事を危惧した北野が「予備校を設立して優秀な生徒に委員会に出席してもらいたい」とトライアルとしての位置付けとなる兄弟番組を提案。2005年1月16日から『平成教育2005予備校』をスタートさせ、専任講師（司会）としてユースケ・サンタマリアを招くこととなった。
2006年10月から『熱血!平成教育学院』に改題、1時間番組に拡大され、2011年4月から9月までは『1年1組 平成教育学院』として再リニューアルを行った。
当初は「『予備校』もしくは『学院』での成績優秀者は『教育委員会』の出演を果たし、逆に『教育委員会』で成績の芳しくない者は『予備校』『学院』に送られる」というシステムであったが、次第にそれらの設定は無くなっていった。しかし、『予備校』『学院』の生徒が『教育委員会』に毎回出演しており、出演への足掛かりという点では維持されていた。
2016年4月8日深夜未明25時25分〜26時25分には、2016年4月10日に放送される春のSPの前座と称し、スピンオフとして、『お笑い平成教育委員会 夜間部』が放送された。内容は普通の『平成教育委員会』ではまず出題されないであろう、とてもくだらない問題に芸人達が体を張って解答する。尚セットは通常の『教育委員会』と全く同じ物を二次利用されているが予算の関係上、問題やVTRを見るためにいつも使用されている巨大マルチモニターがセットの葉っぱで隠され、ネームプレートや出題パネルが手書きのフリップ、解答モニターがスケッチブックに変更されたりと、上記のことを踏まえた形で北野が「予算がない」等と自虐ネタにしていた。解答者はダンカン、ラッシャー板前、ダチョウ倶楽部（上島竜兵・肥後克広・寺門ジモン）、小峠英二（バイきんぐ）、飯尾和樹（ずん）、永野、平井“ファラオ”光（馬鹿よ貴方は）の9名。助手として山﨑夕貴アナウンサーが出演。

## BGM
テーマ音楽やCM入りジングル、シンキングタイム（考え中）の楽曲は大島ミチルによるオリジナル。
『パロディウスだ!』や『スーパーマリオブラザーズ』、『スーパーマリオワールド』、『熱血硬派くにおくん』、『ウィザードリィ』などレトロゲームのBGMや効果音の使用が多い。2006、2007年に発売されたニンテンドーDSのゲームソフトでも『スーパーマリオブラザーズ3（ファミコン版）』の効果音をほぼそのまま使用している。

## マスコットキャラクター

### 勉強小僧
担当声優
平野文他はボイスチェンジャーを使用したものであった。
番組開始時から登場している、番組のマスコットは勉強小僧（べんきょうこぞう）と呼ばれる学生服にメガネ姿の少年を模したキャラクターである。
レギュラー終了後の特番「2000年正月スペシャル」の際、実際に勉強小僧の姿をした少年が登場、時間ごとの優等生及び最優秀優等生に目録を手渡す役目を担った。

### 解説政孝君
視聴者プレゼント用の問題が番組ラストで「宿題」として出題され、また最初期の内容は主に理数系の問題や公務員試験に出されるような問題が多かった。はじめは逸見が前回の宿題の解説及びその回の宿題の出題をしていたが、その解説は「おぼろげながら」と北野が指摘するように、いつもの逸見らしからぬ言動で、解説を時に大汗をかきながら行うものであった。
1992年「学問の秋スペシャル」より、難解な説明を要する宿題の解説にはCGで作成された図や表入り画面とともに、逸見に似せたキャラクターが登場。勉強小僧の「解説政孝く〜ん」の掛け声と共にCGに切り換わって解説するケースがあった。実際の逸見のように解説に詰まる演出も見られた。また、逸見でも解けそうな宿題については解説政孝君が解答のヒントを言いつつ、解説権を逸見へ返上するパターンもある。

## 関連グッズ
- バンゲーム「たけし・逸見の平成教育委員会」（1993年にタカラ（現在のタカラトミー）で発売 BAN-027）
- 書籍「たけし・逸見の平成教育委員会」（1-3、フジテレビ出版）
  1. ISBN 4594009697（ISBN 978-4-5940-0969-4）
  2. ISBN 4594010768（ISBN 978-4-5940-1076-8）
  3. ISBN 4594014135（ISBN 978-4-5940-1413-1）
- ニンテンドーDS用ゲームソフト（バンダイナムコゲームス）
  - 「平成教育委員会DS」（2006年）
  - 「平成教育委員会DS 全国統一模試スペシャル」（2007年）

## 主題歌

### 歴代エンディングテーマ
- こども天国 / JAMES日の丸&MOMO-CHANG [注 11]
- DA SCHOOL RAP / バブルガム・ブラザーズ
- パパと祐実の“考え中” / ふれみんぐ
- 夢を見たいから / access
- THE SUMMER VACATION / プリンセス・プリンセス
- チェリーが3つ並ばない / 渡辺美里
- せめてものI LOVE YOU / 谷村有美
- Merry-go-round / SOON
- GIVE YOU / JANGO
- Don't worry Be Happy / Flying Dutchman
- GOING BACK TO CHINA / PINKLADYx

※現在特番でも流れている「こども天国」以外は全てレギュラー放送時代のみ。なお、1994年10月 - 1995年9月までは特定のエンディングテーマを設けず、スタッフロールが流れている時は毎回違う洋楽を流していた。

## スタッフ

### レギュラー時代の主要スタッフ
- 企画：北野武 ／ 鈴木哲夫 (フジテレビ)、水口昌彦 (フジテレビ)
- 構成：原すすむ、川崎良、下尾雅美、恒川省三
- 音楽：大島ミチル
- CG：DELICIOUS
- 技術：水越行夫
- カメラ：足立篤己 → 阿部智昭
- VE：石垣強、曽根田三男、花田慎太郎 → 山本豊
- VTR：大和田謙一
- 照明：夏井茂之、床井弘一、岩岡正 → 五十嵐和昭 (全員ティエルシー)
- 音声：倉上宏之 (Bull)
- 音響効果：有馬克己 (東京サウンド企画) → 橅木正志 (交代した1994年10月から社名変更でジャイロ)
- 美術デザイン：金子俊彦
- 美術制作：丸山覚
- 装置：青沼哲雄、長嶺和弘、水田利明、茂 進
- 装飾：菊地誠、東山浩美 → 増田豊、竹原丈二
- 電飾：清水久敏
- 特殊装置：佐藤政仁
- マルチ：TUBE (中部システム → 東京チューブ)
- 衣裳：高野知子
- メイク：アーツ
- スタイリスト：佐藤ミサキ
- 編集：大内一学、石丸健一 (RVC) → 長南敏直 (ビームテレビセンター)
- MA：松元祐二 (RVC) → 澤田朋子 (ビームテレビセンター)
- タイムキーパー：三田真奈美
- 出題協力：日能研、日本教育アカデミー 他
- 技術協力：東通 他
- 美術協力：アックス
- 企画協力：オフィス北野、三木プロダクション (1993年末まで)
- 歴代ディレクター：永山謙二、立川英弘、小林俊博、中山高嘉、木村通利、神宮寺真
- 歴代演出ディレクター：今井康之、上西浩之、安藤正俊、河合優、安井健
- 演出 → 総合演出：上川伸廣
- プロデューサー：波多野健、越真一 → 角井英之 (全員イースト)
- フジテレビ歴代プロデューサー：小川晋一、高橋松徳 → 齋藤秋水 → 和田行
- 制作：イースト、フジテレビ

### 2000年以降の特番 主要スタッフ
- 企画：北野武 (2005年からビートたけし表記)
- 構成：原すすむ、川崎良、下尾雅美 (途中まで)、恒川省三、塚田ゆみ (途中から) ほか
- 音楽：大島ミチル
- 技術：阿部智昭 (東通)、ティエルシー、西森公二 (Bull) → 高瀬義美 (ニユーテレス・2006年から)、FLT
- 音響効果：橅木正志 (スカイウォーカー)
- 美術：丸山覚 (アックス) → 本田邦宏 (フジアール・2012年頃から)
- スタイリスト：佐藤ミサキ (後期は佐藤みさき表記)
- CG：宮門裕 (Lefty's)
- 編集：ビームテレビセンター → オムニバスジャパン (編集協力：赤坂ビデオセンター) → ヌーベルアージュ (編集協力：RAFT)
- タイムキーパー：三田真奈美 → 黒岩ゆかり → 後藤有紀
- 出題協力：日能研 他
- 企画協力：オフィス北野
- フジテレビ編成：大辻健一郎、成河広明、清水泰貴 他
- フジテレビ広報：小出和人 他
- ディレクター：立川英弘、安藤正俊、花土昌紀 他
- 演出ディレクター：柴田裕正 → 斉田泰伸
- チーフ演出：上西浩之
- 総合演出：上川伸廣 (途中まで)
- プロデューサー：小竹実千代 → 柴田裕正 → 斉田泰伸 (全員イースト)
- チーフプロデューサー：角井英之 (イースト)
- 制作：フジテレビ (企画制作)、イースト → EAST ENTERTAINMENT (制作著作)

## その他
- 「たけし・逸見」時代の1992年4月4日放送「新学期スペシャル」に視聴率29.9%（当時の最高視聴率）を記録したが、これについて逸見は、「0.1%違う（つまり30%）だけでぜんぜん印象が違うんですね」と同年7月19日未明に放送平成教育テレビ内カルトQSPで語っている。なお、この数字は当日のフジテレビのゴールデン・プライムタイムの番組で最も高い数字であった[注 12]。

## ネット局
系列は当番組終了時（1997年9月）のもの。
| 放送対象地域  | 放送局             | 系列                                         | ネット形態             | 備考                  |
| ------------- | ------------------ | -------------------------------------------- | ---------------------- | --------------------- |
| 関東広域圏    | フジテレビ         | フジテレビ系列                               | 制作局                 |                       |
| 北海道        | 北海道文化放送     | フジテレビ系列                               | 同時ネット             |                       |
| 青森県        | 青森テレビ         | TBS系列                                      | 遅れネット             | 1996年9月まで         |
| 青森県        | 青森放送           | 日本テレビ系列                               | 遅れネット             | 1996年10月から        |
| 岩手県        | 岩手めんこいテレビ | フジテレビ系列                               | 同時ネット             |                       |
| 宮城県        | 仙台放送           | フジテレビ系列                               | 同時ネット             |                       |
| 秋田県        | 秋田テレビ         | フジテレビ系列                               | 同時ネット             |                       |
| 山形県        | 山形テレビ         | 当時フジテレビ系列                           | 同時ネット             | 1993年3月27日打ち切り |
| 山形県        | さくらんぼテレビ   | フジテレビ系列                               | 同時ネット             | 1997年4月開局から     |
| 福島県        | 福島テレビ         | フジテレビ系列                               | 同時ネット             |                       |
| 山梨県        | テレビ山梨         | TBS系列                                      | 遅れネット             |                       |
| 山梨県        | 山梨放送           | 日本テレビ系列                               | 遅れネット             |                       |
| 新潟県        | 新潟総合テレビ     | フジテレビ系列                               | 同時ネット             |                       |
| 長野県        | 長野放送           | フジテレビ系列                               | 同時ネット             |                       |
| 静岡県        | テレビ静岡         | フジテレビ系列                               | 同時ネット             |                       |
| 富山県        | 富山テレビ         | フジテレビ系列                               | 同時ネット             |                       |
| 石川県        | 石川テレビ         | フジテレビ系列                               | 同時ネット             |                       |
| 福井県        | 福井テレビ         | フジテレビ系列                               | 同時ネット             |                       |
| 中京広域圏    | 東海テレビ         | フジテレビ系列                               | 同時ネット             |                       |
| 近畿広域圏    | 関西テレビ         | フジテレビ系列                               | 同時ネット             |                       |
| 鳥取県 島根県 | 山陰中央テレビ     | フジテレビ系列                               | 同時ネット             |                       |
| 岡山県 香川県 | 岡山放送           | フジテレビ系列                               | 同時ネット             |                       |
| 広島県        | テレビ新広島       | フジテレビ系列                               | 同時ネット             |                       |
| 山口県        | テレビ山口         | TBS系列                                      | 遅れネット             | 1996年3月まで         |
| 山口県        | 山口放送           | 日本テレビ系列                               | 遅れネット             | 1996年10月から        |
| 愛媛県        | テレビ愛媛         | フジテレビ系列                               | 同時ネット             |                       |
| 高知県        | 高知放送           | 日本テレビ系列                               | 遅れネット             | 1996年9月打ち切り     |
| 高知県        | 高知さんさんテレビ | フジテレビ系列                               | 同時ネット             | 1997年4月開局から     |
| 福岡県        | テレビ西日本       | フジテレビ系列                               | 同時ネット             |                       |
| 佐賀県        | サガテレビ         | フジテレビ系列                               | 同時ネット             |                       |
| 長崎県        | テレビ長崎         | フジテレビ系列                               | 同時ネット             |                       |
| 熊本県        | テレビ熊本         | フジテレビ系列                               | 同時ネット             |                       |
| 大分県        | テレビ大分         | 日本テレビ系列 フジテレビ系列                | 遅れネット             | [ 注 17 ]             |
| 宮崎県        | テレビ宮崎         | フジテレビ系列 日本テレビ系列 テレビ朝日系列 | 同時ネット             |                       |
| 鹿児島県      | 鹿児島テレビ       | フジテレビ系列                               | 遅れネット →同時ネット | [ 注 18 ]             |
| 沖縄県        | 沖縄テレビ         | フジテレビ系列                               | 同時ネット             |                       |